# Team SD Worx-Protime
Team SD Worx is een internationale wielerploeg voor vrouwen. Sinds 2021 is SD Worx de hoofdsponsor van dit team. De ploeg focust zich voornamelijk op wegwedstrijden en werd in 2010 opgericht onder de naam Dolmans Landscaping, naar de gelijknamige hoofdsponsor uit Bunde (Limburg). In 2012 werd Boels Rental uit Sittard tweede hoofdsponsor en een jaar later wisselden de sponsors van positie en functie. SD Worx heeft door overname van Flexpoint (Kerkrade) ook een band met Limburg. In 2022 berust de ploegleiding bij Erwin Janssen, Danny Stam, Lars Boom en Anna van der Breggen.
Lizzie Armitstead won de wereldbeker in 2014 en 2015 en in dat laatste jaar ook het wereldkampioenschap. De ploeg won in 2016 het WK Ploegentijdrijden en de wegrit met Amalie Dideriksen. Megan Guarnier won in 2016 de eerste Women's World Tour. In 2017 won Anna van der Breggen de Women's World Tour en werd Chantal Blaak wereldkampioene op de weg. In 2018 won Van der Breggen het wereldkampioenschap en zo bleef de regenboogtrui voor het vierde jaar binnen de ploeg.

## Geschiedenis
In het verleden kende de ploeg twee vrouwen die naast het wielrennen actief zijn in het langebaanschaatsen, namelijk Janneke Ensing (bij Team Liga) en de Tsjechische Martina Sáblíková.
In een speciale persconferentie in oktober 2013 werd aangekondigd dat wereldkampioene tijdrijden Ellen van Dijk voor drie jaar een contract tekent bij het team.

### Seizoenen 2014 en 2015

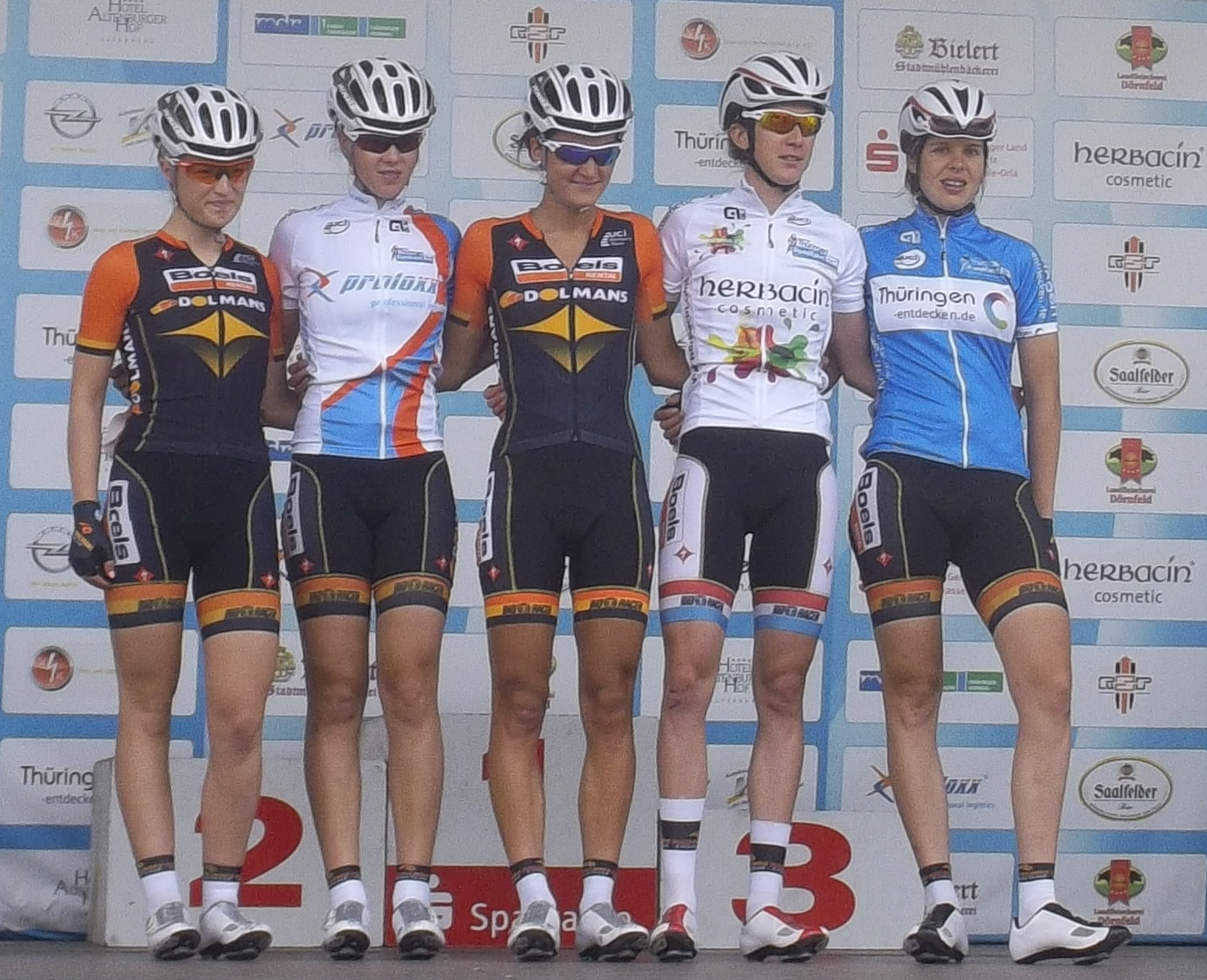
Tijdens Thüringen Rundfahrt 2014.

De Britse Elizabeth Armitstead won in 2014 en 2015 het eindklassement van de wereldbeker en op 26 september 2015 won ze het wereldkampioenschap op de weg in het Amerikaanse Richmond. Een week eerder werd het team op 6,66 seconden verslagen in de ploegentijdrit door Velocio-SRAM.

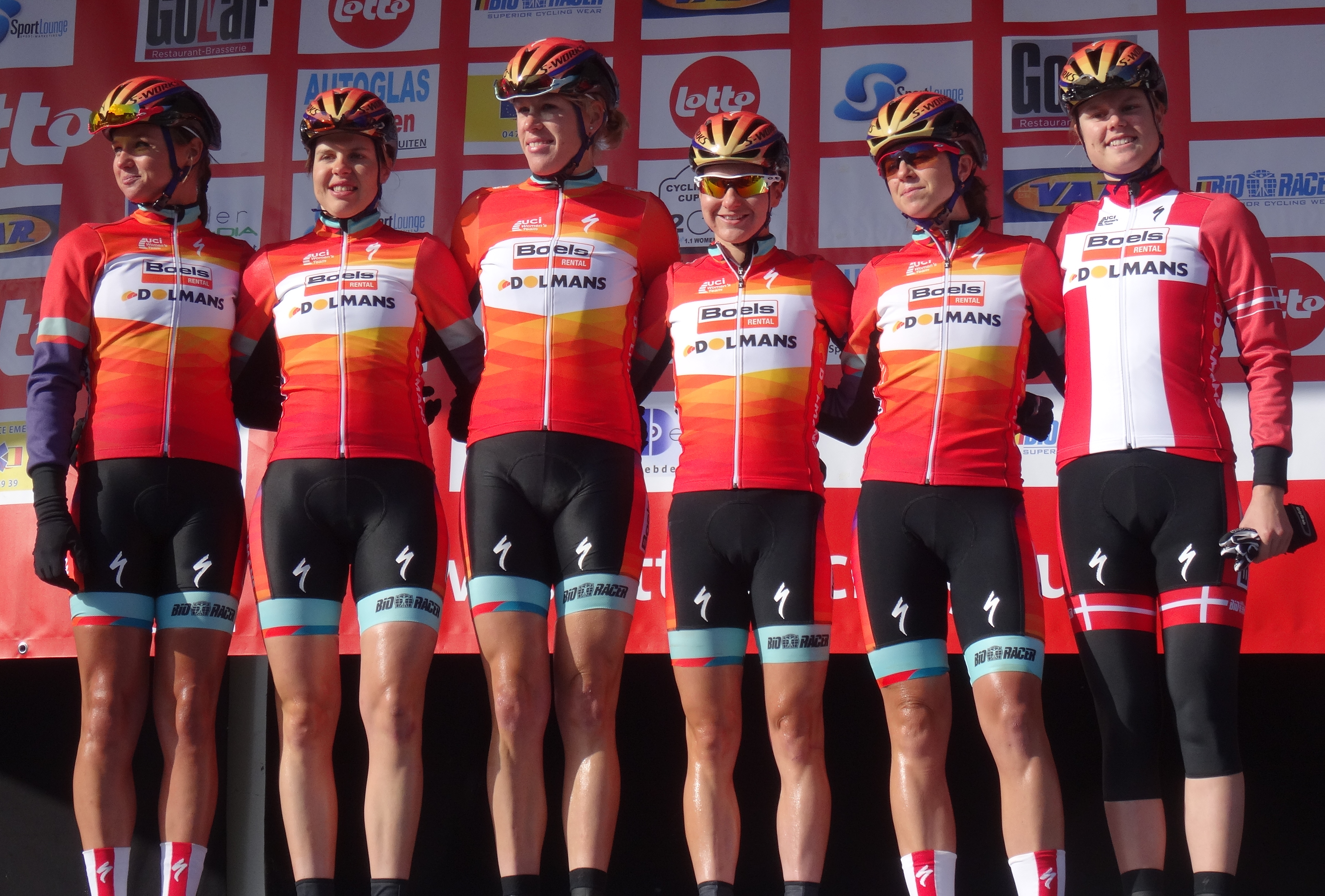
Het team in Le Samyn 2015.

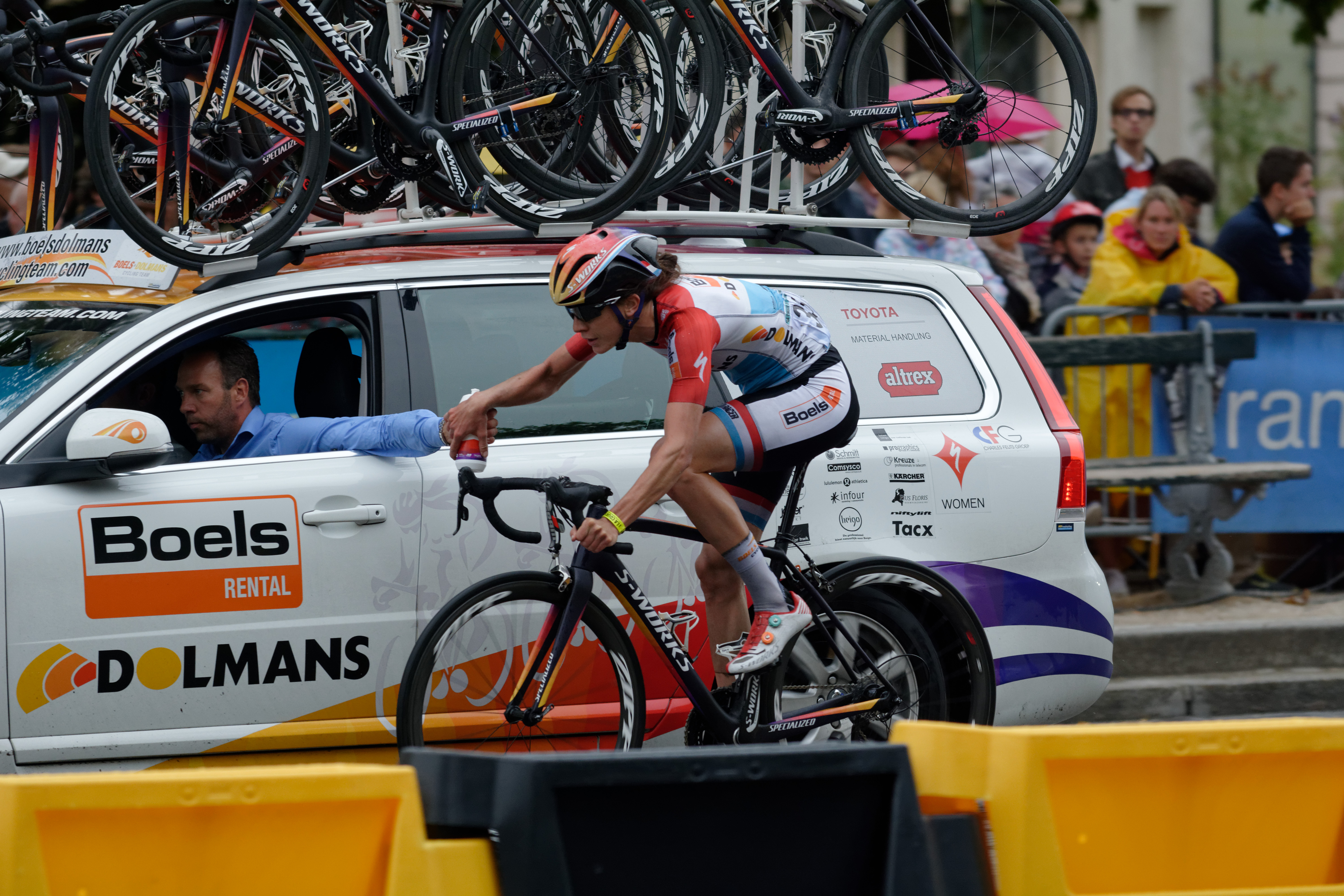
Danny Stam in de ploegleiderswagen.

In september 2015 begon Sanne van Paassen het veldritseizoen met haar eigen ploeg. In november maakte de ploeg bekend dat de Canadese Karol-Ann Canuel en de Britse veldrijdster Nikki Harris de enige nieuwkomers zouden zijn en dat de overige 10 rensters in 2016 bij de ploeg zouden blijven.

### Seizoen 2016

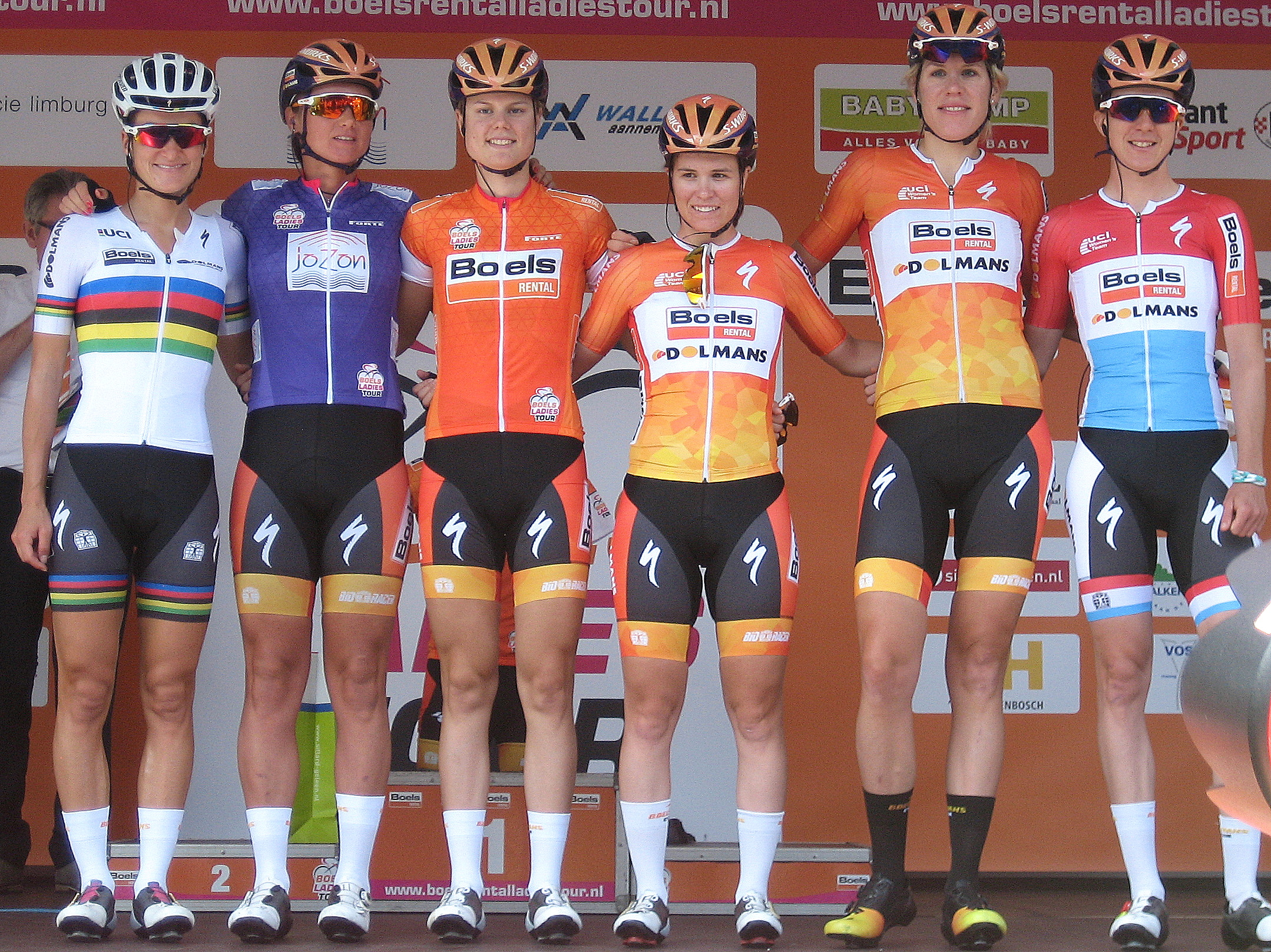
De ploeg in de Boels Ladies Tour 2016.

Boels Dolmans domineerde in het jaar 2016 met maar liefst 40 overwinningen. Evelyn Stevens verbrak in februari het werelduurrecord, Elizabeth Armitstead en Chantal Blaak wonnen om beurten de eerste vijf wedstrijden in de World Tour, Ellen van Dijk won de Energiewacht Tour, Christine Majerus won Dwars door de Westhoek, Megan Guarnier won de etappewedstrijden Ronde van Californië en de Giro Rosa (en daarmee het eindklassement in de World Tour), het team won de ploegentijdritten in Zweden en het WK en de 40e en laatste overwinning was de wereldtitel van Amalie Dideriksen.
Gemiste dopingtesten Armitstead
Op 8 juli 2016 ging Elizabeth Armitstead (tegenwoordig Deignan) niet van start in de 7e etappe (tijdrit) in de Giro Rosa, naar eigen zeggen vanwege ziekte. Dezelfde reden gaf ze op voor haar afwezigheid op 24 juli bij La Course. Op 11 juli werd zij voorlopig geschorst, omdat ze in één jaar tijd drie dopingtesten buiten competitie misliep. Hier had ze vier jaar schorsing voor kunnen krijgen. De eerste gemiste test (op 20 augustus 2015, de dag voor de wereldbeker ploegentijdrit in Zweden) vocht ze met succes aan bij het CAS. Ze werd voor deze test vrijgesproken op 21 juli, waardoor ze alsnog naar de Olympische Spelen mocht gaan (waar ze vijfde werd). Voor de twee andere tests, neemt ze wel de volledige verantwoordelijkheid. De tweede test (op 5 oktober 2015, negen dagen na het door haar gewonnen WK) zou ze gemist hebben vanwege een administratieve misser en de derde (op 9 juni 2016, zes dagen voor de door haar gewonnen Aviva Women's Tour) miste ze door een spoedgeval in haar familie. Naar eigen zeggen is ze in deze periode 16 maal getest, telkens negatief, waaronder de dag na de eerste gemiste test. Armitstead en Boels Dolmans hebben de voorlopige schorsing stilgehouden om onrust te vermijden, maar op 1 augustus bracht The Daily Mail de zaak naar buiten. De gemiste tests, het niet direct aanvechten van de eerste test en het verzwijgen van de voorlopige schorsing, leverden haar een golf van kritiek op.

### Seizoen 2017
Vanaf augustus 2016 werd bekend dat Evelyn Stevens haar carrière na het WK zou beëindigen, Ellen van Dijk vertrok naar Team Sunweb, Romy Kasper naar Alé Cipollini en Demi de Jong naar Parkhotel Valkenburg. Het team werd voor 2017 versterkt met drie Nederlanders: olympisch kampioene Anna van der Breggen (Rabo-Liv), Amy Pieters (Wiggle High5) en Jip van den Bos (Parkhotel Valkenburg).

### Seizoen 2018

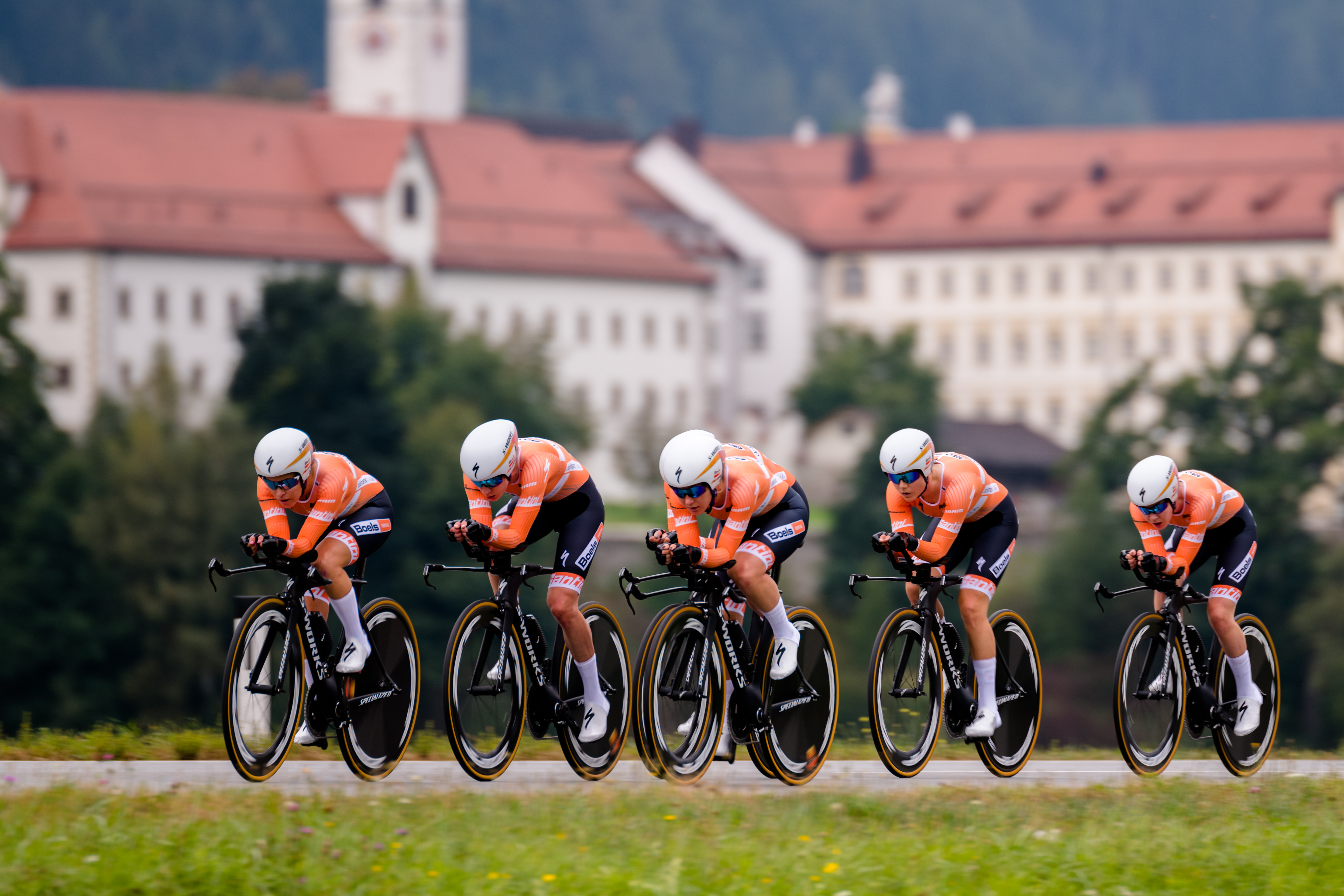
WK ploegentijdrit 2018 in Innsbruck.

Voor het seizoen 2018 bleef het team bijna ongewijzigd. Enkel de Poolse Katarzyna Pawłowska vertrok naar Team Virtu en de Britse Nikki Brammeier richtte zich met een eigen ploeg meer op het veldrijden. De enige nieuwkomers waren de Amerikaanse Skylar Schneider en de Poolse Anna Plichta.

### Seizoen 2019

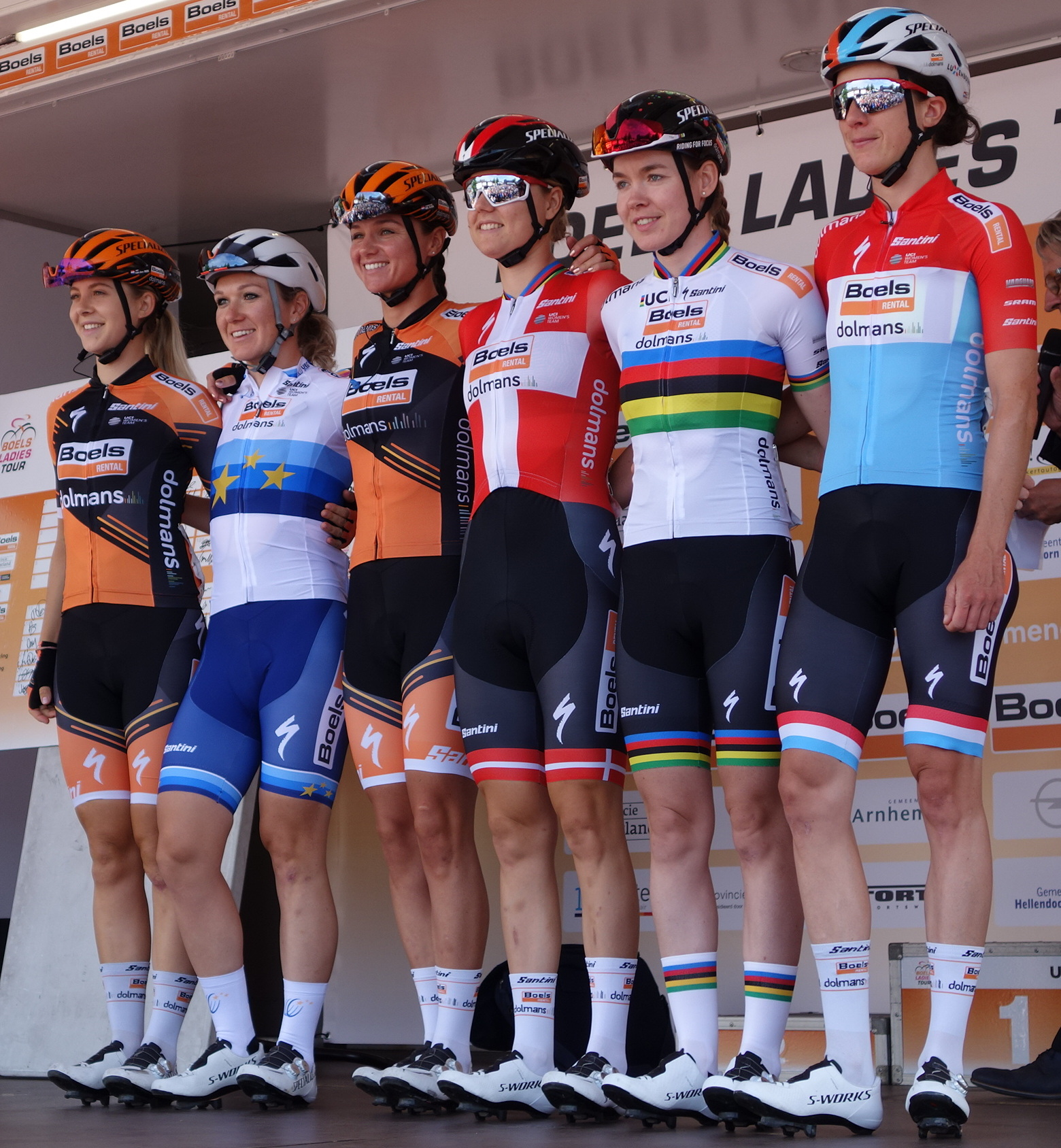
De ploeg in de Boels Ladies Tour 2019.

In 2018 was de Britse Lizzie Deignan niet actief wegens zwangerschap en gedurende het seizoen werd bekend dat zij in 2019 zal vertrekken naar de nieuwe ploeg Trek-Segafredo, samen met de Poolse Anna Plichta. Ook Megan Guarnier verliet de ploeg; zij zette aanvankelijk een punt achter haar carrière, maar kwam hierop terug en tekende bij haar oude Team Tibco. Versterking kwam er van Eva Buurman, de Amerikaanse Katie Hall en de Belgische Jolien D'Hoore. Ook de Deense mountainbikester Annika Langvad kwam bij de ploeg.

### Seizoen 2020

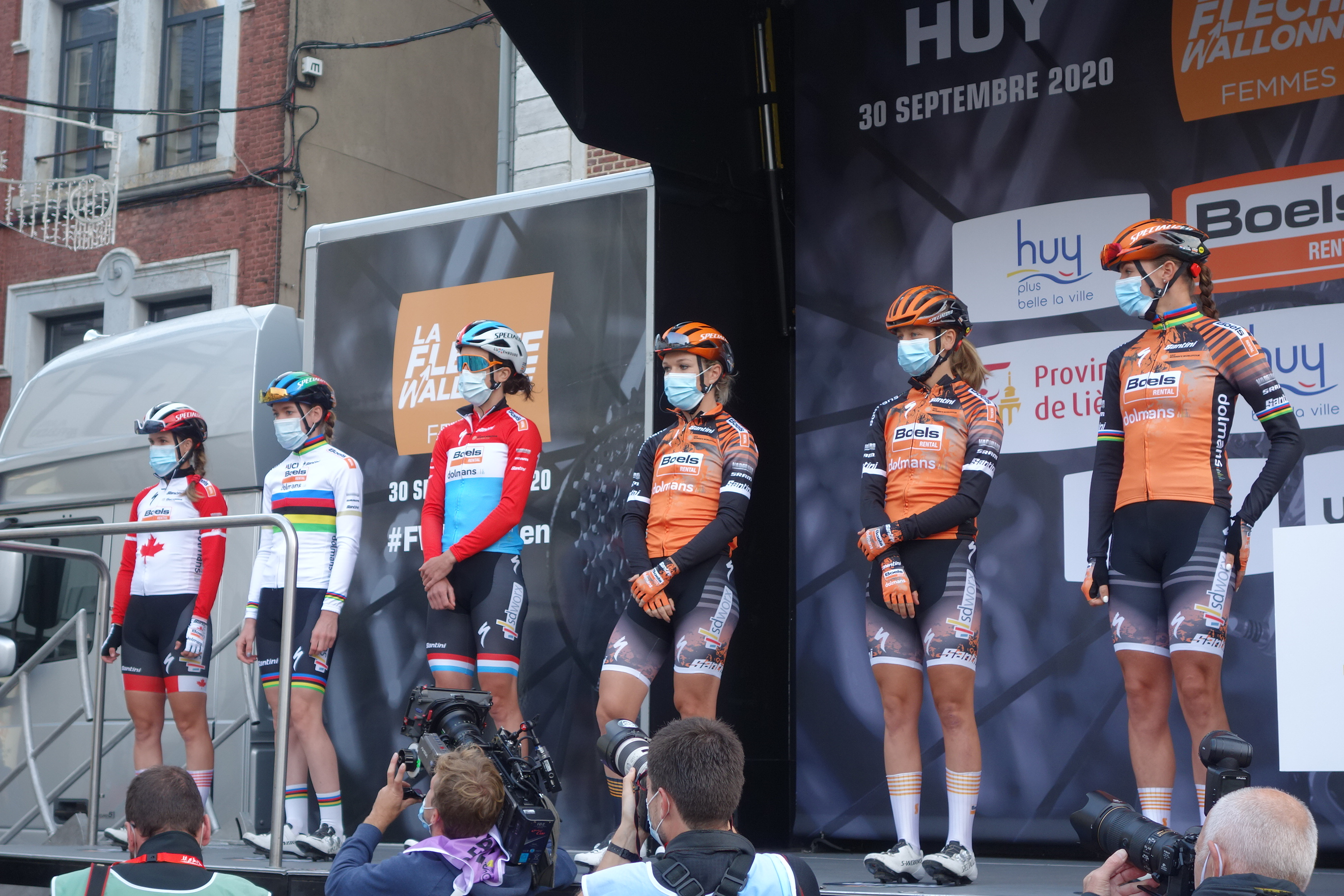
De ploeg in de Waalse Pijl 2020.

Voor het seizoen 2020 bleef de ploeg nagenoeg hetzelfde. Enkel de Deense mountainbikester Annika Langvad verliet de ploeg en het jonge talent Lonneke Uneken kwam over van Hitec Products. Vroeg in het seizoen won Anna van der Breggen de Spaanse rittenkoers Setmana Ciclista Valenciana en Chantal Blaak won op 3 maart Le Samyn des Dames. Hierna brak in Europa de coronapandemie uit en werden alle wedstrijden uitgesteld of afgelast. Eind juli werd het seizoen hervat in Baskenland, waar Van der Breggen tweede werd achter Annemiek van Vleuten in de Durango-Durango Emakumeen Saria. Van der Breggen won het eindklassement in de Giro Rosa, die verplaatst was naar september. Een week later won ze tijdens de Wereldkampioenschappen wielrennen 2020 zowel de weg- als tijdrit. Vier dagen later won ze voor de zesde keer op rij de Waalse Pijl. In oktober won Jolien D'Hoore Gent-Wevelgem en won Blaak de Ronde van Vlaanderen.

## Overwinningen

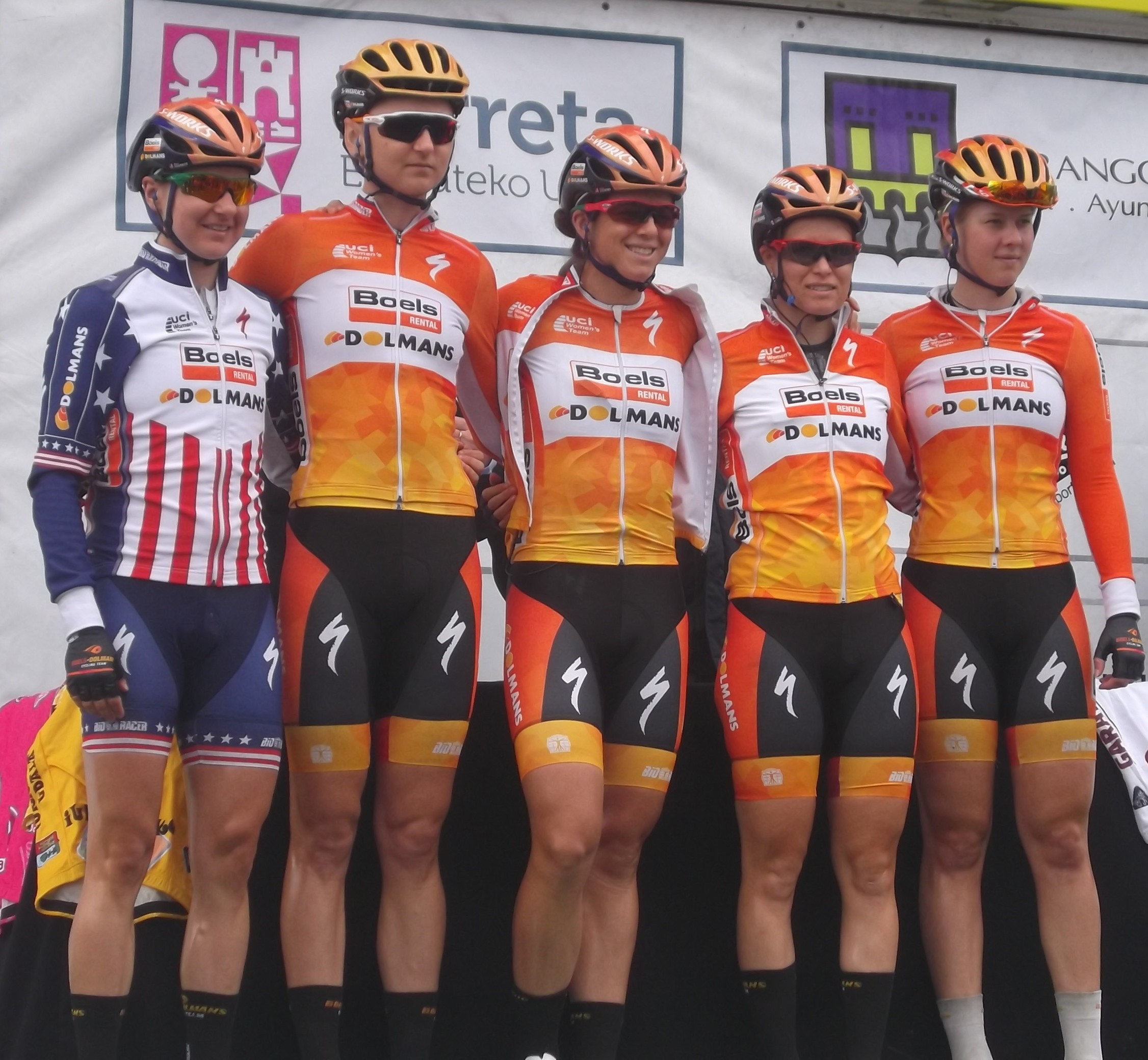
Het team in Emakumeen Bira 2016

2010
District kampioenschap Noord-Nederland wegrit, Janneke Ensing
2011
Halle-Buizingen, Martine Bras
Bredene, Winanda Spoor
District kampioenschap Noord-Nederland tijdrit, Janneke Ensing
District kampioenschap Oost-Nederland wegrit, Geerike Schreurs
4e etappe Tour de Feminin - Krásná Lípa, Mascha Pijnenborg
3e etappe Ronde van de Limousin, Martine Bras
2012
Tour de Free State, Laura van der Kamp
9e WK tijdrijden in Valkenburg, Martina Sáblíková
2013
 Provinciaal kampioen tijdrijden (Limburg), Jessie Daams
 2e etappe Strijdlust Energiewacht Tour, Lizzie Armitstead
 Sprintklassement Boels Rental Ladies Tour, Lizzie Armitstead
Combinatieklassement, Lizzie Armitstead
2014
 Eindklassement Wereldbeker, Lizzie Armitstead
 Commonwealth Games wegrit (Glasgow), Lizzie Armitstead
Ronde van Drenthe (WB), Lizzie Armitstead
Ronde van Vlaanderen (WB), Ellen van Dijk
Wereldbeker baanwielrennen - Guadalajara (omnium), Katarzyna Pawłowska
Omloop van het Hageland, Lizzie Armitstead
Otley Grand Prix, Lizzie Armitstead
Profronde Heerlen, Ellen van Dijk
 Puntenklassement Thüringen Rundfahrt der Frauen, Lizzie Armitstead
 Bergklassement, Lizzie Armitstead
 2e etappe Strijdlust, Romy Kasper
1e etappe, Lizzie Armitstead
2e etappe, Romy Kasper
1e etappe (tijdrit) Boels Rental Ladies Tour, Ellen van Dijk
Grand Prix Galychyna (scratch race), Katarzyna Pawłowska
Grand Prix Galychyna (omnium), Katarzyna Pawłowska
2015
 Europese Spelen tijdrit (Bakoe), Ellen van Dijk
 Eindklassement Wereldbeker, Lizzie Armitstead
 Euskal Emakumeen Bira, Megan Guarnier
3e etappe Euskal Emakumeen Bira, Chantal Blaak
 Eindklassement Ladies Tour of Qatar, Lizzie Armitstead
 Puntenklassement, Lizzie Armitstead
2e etappe, Ellen van Dijk
3e & 4e etappe, Lizzie Armitstead
Revolution - Manchester (ronde 3, puntenkoers), Lizzie Armitstead
Revolution - Glasgow (ronde 4, puntenkoers), Lizzie Armitstead
Le Samyn des Dames, Chantal Blaak
Strade Bianche, Megan Guarnier
Trofeo Alfredo Binda-Comune di Cittiglio (WB), Lizzie Armitstead
Tour of California Women tijdrit, Evelyn Stevens
Boels Rental Hills Classic, Lizzie Armitstead
Philadelphia Cycling Classic (WB), Lizzie Armitstead
1e etappe Aviva Women's Tour, Lizzie Armitstead
2e etappe Giro Rosa, Megan Guarnier
Bergklassement Tour de Bretagne Féminin, Christine Majerus
2016
 Werelduurrecord (47,980 km), Evelyn Stevens
Women's World Tour
 Eindklassement Women's World Tour, Megan Guarnier
Strade Bianche, Lizzie Armitstead
Ronde van Drenthe, Chantal Blaak
Trofeo Alfredo Binda-Comune di Cittiglio, Lizzie Armitstead
Gent-Wevelgem, Chantal Blaak
Ronde van Vlaanderen, Lizzie Armitstead
 Eindklassement Tour of California, Megan Guarnier
 Puntenklassement en 1e etappe, Megan Guarnier
Philadelphia Cycling Classic, Megan Guarnier
 Eindklassement en 3e etappe Aviva Women's Tour, Lizzie Armitstead
1e etappe, Christine Majerus
 Eindklassement Giro Rosa, Megan Guarnier
 Puntenklassement, Megan Guarnier
2e, 6e en 7e (tijdrit) etappe, Evelyn Stevens
Open de Suède Vårgårda (ploegentijdrit)
Overige wedstrijden
2e etappe Ladies Tour of Qatar, Ellen van Dijk
Omloop Het Nieuwsblad, Lizzie Armitstead
Le Samyn des Dames, Chantal Blaak
 Eindklassement Energiewacht Tour, Ellen van Dijk
 Sprintklassement, Romy Kasper
Etappe 1 (TTT)
Etappe 2, Chantal Blaak
Etappe 4b (ITT), Ellen van Dijk
Durango-Durango Emakumeen Saria, Megan Guarnier
4e etappe Emakumeen Bira, Megan Guarnier
Dwars door de Westhoek, Christine Majerus
La Classique Morbihan, Christine Majerus
Boels Rental Hills Classic, Lizzie Armitstead
4e etappe Thüringen Rundfahrt (tijdrit), Ellen van Dijk
Eindklassement Boels Rental Ladies Tour, Chantal Blaak
1e en 2e etappe (TTT), Amalie Dideriksen
1e en 2e etappe Tour de l'Ardèche, Katarzyna Pawlowska
2017
Women's World Tour
 Eindklassement Women's World Tour, Anna van der Breggen
Ronde van Drenthe, Amalie Dideriksen
Amstel Gold Race, Anna van der Breggen
Waalse Pijl, Anna van der Breggen
Luik-Bastenaken-Luik, Anna van der Breggen
 Eindklassement Ronde van Californië, Anna van der Breggen
1e etappe Ronde van Californië, Megan Guarnier
Punten- en sprintklassement OVO Women's Tour, Christine Majerus
2e etappe, Amy Pieters
 Eindklassement Giro Rosa, Anna van der Breggen
1e etappe (ploegentijdrit) en ploegenklassement
10e etappe, Megan Guarnier
Open de Suède Vårgårda (ploegentijdrit)
3e etappe Ladies Tour of Norway, Megan Guarnier
GP de Plouay, Elizabeth Deignan
Ploegenklassement Boels Ladies Tour
5e etappe, Anna van der Breggen
Overige wedstrijden
1e etappe b Healthy Ageing Tour, Amy Pieters
2e etappe (ploegentijdrit) Healthy Ageing Tour
4e etappe Healthy Ageing Tour, Chantal Blaak
Tour de Yorkshire, Elizabeth Deignan
Eind- en puntenklassement GP Elsy Jacobs, Christine Majerus
1e etappe GP Elsy Jacobs, Christine Majerus
2018
Women's World Tour
Strade Bianche, Anna van der Breggen
Ronde van Drenthe, Amy Pieters
Ronde van Vlaanderen, Anna van der Breggen
Amstel Gold Race, Chantal Blaak
Waalse Pijl, Anna van der Breggen
Luik-Bastenaken-Luik, Anna van der Breggen
3e etappe Emakumeen Bira, Amy Pieters
4e etappe OVO Women's Tour, Amalie Dideriksen
Open de Suède Vårgårda (ploegentijdrit)
GP de Plouay, Amy Pieters
Ploegenklassement Boels Ladies Tour
3e en 4e etappe, Amalie Dideriksen
5e etappe, Chantal Blaak
Overige wedstrijden
Eindklassement en 2e etappe Healthy Ageing Tour, Amy Pieters
1e etappe (tijdrit), Anna van der Breggen
3e etappe B (ploegentijdrit)
4e etappe, Chantal Blaak
1e etappe GP Elsy Jacobs, Christine Majerus
Eindklassement en 2e etappe Tour de Yorkshire, Megan Guarnier
Emakumeen Saria, Anna van der Breggen
2019
Women's World Tour
Waalse Pijl, Anna van der Breggen
Ronde van Californië, Anna van der Breggen
1e etappe, Anna van der Breggen
2e etappe, Katie Hall
1e etappe Emakumeen Bira, Jolien D'Hoore
1e en 3e etappe OVO Women's Tour, Jolien D'Hoore
6e etappe OVO Women's Tour, Amy Pieters
9e etappe Giro Rosa, Anna van der Breggen
GP Plouay, Anna van der Breggen
Overige wedstrijden
Omloop Het Nieuwsblad, Chantal Blaak
Le Samyn des Dames, Jip van den Bos
Zie voor 2020, 2021 en 2022 de jaarpagina's.

### Kampioenschappen
2010
 Nederlands kampioen baan (scratch), Winanda Spoor
2012
 Azerbeidzjan tijdrijden, Elena Tchalykh
2013
 Brits kampioen wegrit, Lizzie Armitstead
2014
 Luxemburgs kampioen veldrijden, Christine Majerus
 Luxemburgs kampioen tijdrijden, Christine Majerus
 Luxemburgs kampioen wegrit, Christine Majerus
2015
 Wereldkampioen wegrit, Lizzie Armitstead
 Amerikaans kampioen wegrit, Megan Guarnier
 Brits kampioen wegrit, Lizzie Armitstead
 Deens kampioen wegrit, Amalie Dideriksen
 Luxemburgs kampioen veldrijden, Christine Majerus
 Luxemburgs kampioen tijdrijden, Christine Majerus
 Luxemburgs kampioen wegrit, Christine Majerus
2016
 Wereldkampioenen ploegentijdrit (Blaak, Canuel, Deignan, Van Dijk, Majerus, Stevens)
 Wereldkampioen wegrit, Amalie Dideriksen
 Europees kampioen tijdrijden, Ellen van Dijk
 Amerikaans kampioen wegrit, Megan Guarnier
 Brits kampioen veldrijden, Nikki Harris
 Luxemburgs kampioen veldrijden, Christine Majerus
 Luxemburgs kampioen tijdrijden, Christine Majerus
 Luxemburgs kampioen wegrit, Christine Majerus
2017
 Wereldkampioen wegrit, Chantal Blaak
 Brits kampioen op de weg, Elizabeth Deignan
 Canadees kampioen tijdrijden, Karol-Ann Canuel
 Luxemburgs kampioen veldrijden, Christine Majerus
 Luxemburgs kampioen tijdrijden, Christine Majerus
 Luxemburgs kampioen op de weg, Christine Majerus
 Nederlands kampioen op de weg, Chantal Blaak
 Pools kampioen tijdrijden, Katarzyna Pawłowska
2018
 Wereldkampioen wegrit, Anna van der Breggen
 Deens kampioen op de weg, Amalie Dideriksen
 Luxemburgs kampioen veldrijden, Christine Majerus
 Luxemburgs kampioen tijdrijden, Christine Majerus
 Luxemburgs kampioen op de weg, Christine Majerus
 Nederlands kampioen op de weg, Chantal Blaak
2019
 Europees kampioen op de weg, Amy Pieters
 Canadees kampioen op de weg, Karol-Ann Canuel
 Deens kampioen op de weg, Amalie Dideriksen
 Luxemburgs kampioen tijdrijden, Christine Majerus
 Luxemburgs kampioen op de weg, Christine Majerus
Zie voor 2020, 2021 en 2022 de jaarpagina's.
2010 · 2011 · 2012 · 2013 · 2014 · 2015 · 2016 · 2017 · 2018 · 2019 · 2020 · 2021 · 2022 · 2023 · 2024 · 2025
Bras · Decroix · Elzing · Ensing · Gercama · Kessler · Koster · Otten · Pijnenborg · Rooijakkers · Sáblíková · Spoor · Tchalykh · Trott · Van den Broek · Van der Kamp
Armitstead · Bras · Daams · De Baat · Kasper · Kessler · Martin · Rooijakkers · Trott · Van Wanroij · Visser
Armitstead · Daams · De Jong · Ensing · Guarnier · Kasper · Kessler · Majerus · Pawłowska · Trott · Van Dijk · Van Paassen · Van Wanroij · Zijlaard
Armitstead · Blaak · De Jong · Dideriksen · Guarnier · Kasper · Majerus · Pawłowska · Stevens · Van Dijk · Van Paassen
Armitstead · Blaak · Canuel · De Jong · Dideriksen · Guarnier · Harris · Kasper · Majerus · Pawłowska · Stevens · Van Dijk
Blaak · Brammeier · Canuel · Deignan · Dideriksen · Guarnier · Majerus · Pawłowska · Pieters · Van den Bos · Van der Breggen
Blaak · Canuel · Deignan · Dideriksen · Guarnier · Majerus · Pieters · Plichta · Schneider · Van den Bos · Van der Breggen
Blaak · Buurman · Canuel · D'Hoore · Dideriksen · Hall · Langvad · Majerus · Pieters · Schneider · Van den Bos · Van der Breggen
Blaak · Buurman · Canuel · D'Hoore · Dideriksen · Hall · Majerus · Pieters · Schneider · Uneken · Van den Bos · Van der Breggen
Blaak · Canuel · Cecchini · D'Hoore · Fisher-Black · Fournier · Majerus · Moolman-Pasio · Nosková · Pieters · Shackley · Uneken · Van der Breggen · Vollering
Blaak · Cecchini · Fisher-Black · Fournier · Frei(vanaf 8/8) · Kopecky · Majerus · Moolman-Pasio · Pieters · Reusser · Shackley · Uneken · Vas · Vollering
Bredewold · van den Broek-Blaak (zwangerschapsverlof) · Cecchini · Fisher-Black · Frei · Guarischi · Kopecky · Majerus · Markus · Reusser · Schreiber (vanaf 1/3) · Shackley · Uneken · Vas · Vollering · Wiebes
Bredewold  · van den Broek-Blaak · Cecchini · Fisher-Black · Gerritse · Guarischi · Kopecky  · Majerus · Markus · Reusser   · Schreiber · Shackley (tot 16/4) · Uneken · Vas  U23 · Vollering · Wiebes
van Belle (vanaf 29/4) · Bredewold · van der Breggen · van den Broek-Blaak (tot 11/2) · Cecchini · Gerritse · Guarischi · Häberlin · Harvey · J. Kopecký · L. Kopecky  · Lach · Markus · Schneider · Schreiber · Schreurs · Vas · Wiebes 